# شعله لرزان: سال‌های تک‌نوازی جلد ۱
«شعله لرزان: سال‌های تک‌نوازی جلد ۱» (به انگلیسی: Flickering Flame: The Solo Years Volume 1) آلبومی از هنرمند اهل بریتانیا راجر واترز است که در سال ۲۰۰۲ میلادی منتشر شد.